# Malinné
Malinné (1209 m) – szczyt w Wielkiej Fatrze na Słowacji. Znajduje się pomiędzy szczytami Vtáčnik (1090 m) i Malinô Brdo (Malina).
Malinné wznosi się w tzw. liptowskiej gałęzi Wielkiej Fatry. Ma cztery niewiele różniące się wysokością wierzchołki. Najbardziej północny jest zwornikiem dla dwóch bocznych grzbietów. W kierunku północnym odchodzi od niego grzbiet oddzielający Čutkovską dolinę od bezimiennej dolinki, w kierunku południowo-zachodnim grzbiet, który na Borovník zakręca na północny wschód i poprzez przełęcz Pod Sidorovom łączy się ze szczytem Sidorovo (1099 m).
Malinné porasta las, ale na jego północno-wschodnich zboczach opadających w kierunku skały Malinô Brdo dawniej znajdowała się duża pasterska hala Vlkolínské ľuky. Obecnie jest to teren ośrodka narciarskiego Ružomberok. Na płaskim terenie pod skałą Malinô Brdo się hotel „Malina", nieco powyżej niego na trawiastych terenach dolna stacja wyciągów narciarskich i bufet, a pod lasem hotel „Majekova chata”. Narciarskie trasy zjazdowe znajdują się na zboczach Malinnego oraz grzbietu biegnącego od skały Malinô Brdo na północny zachód.
Malinné znajduje się w otulinie Parku Narodowego Wielka Fatra. Prowadzi przez niego szlak turystyki pieszej i rowerowej.

## Szlaki turystyczne
Čutkovská dolina – chata pod Kozím – Vtáčnik – Pod Vtáčnikom – Malinné – hotel „Malina". Odległość 9,5 km, suma podejść 950 m, suma zejść 300 m, czas przejścia 3,10 h (z powrotem 2,55 h)
  hotel „Malina" – Vlkolínské ľuky, rozdroże. Odległość 0,9 km, suma zejść 105 m, czas przejścia 15 min (z powrotem 20 min)